# Junkie Jack Flash
A Junkie Jack Flash (röviden JJF) pécsi rock and roll zenekar, amely 2012-ben alakult Pécsen. A zenekar stílusa a 70-es, 80-as évek nagy zenekarainak zenéjén és hangzásán alapszik, kizárólag saját dalokat játszanak. A dalok szövegeit Pető Szabi írja.

## Története
A 2012 szeptemberében alakult kvartett tagjai már bölcsődébe is együtt jártak. 2014-ben megnyerték a Hard Rock Café nemzetközi tehetségkutatójának regionális döntőjét, majd októberben a Budapest Music Expo országos tehetségkutató versenyen a legjobb zenekar lett. 2015-ben bekerültek az NKA és a Cseh Tamás Program által támogatott zenekarok körébe. A zenekar eddig két albumot készített. A második albumról a Bomba című számot a Petőfi Rádió is játssza.

## Tagok
Klasszikus felállású, négy tagból áll:
- Pető Szabi (ének, gitár)
- Makk Vata (dob)
- Szénás-Máthé Nándor (gitár, szaxofon, vokál)
- Balvin Levente (basszusgitár)